# 방글라데시계 영국인
방글라데시계 영국인(벵골어: বিলাতী বাংলাদেশী; 영어: Bangladeshi British)은 이민과 역사적 귀화를 통해 영국에서 시민권을 획득한 방글라데시계 사람들이다. 이 용어는 또한 그들의 후손을 가리킬 수 있다. 벵골인 이슬람교도들은 1940년대부터 영국으로 이주해왔다. 이민은 1970년대에 절정에 달했으며, 대부분은 실렛 지역에서 기원했다. 가장 큰 집단은 타워햄리츠구와 같은 런던 동부 자치구에 산다. 런던에 있는 이 대규모 디아스포라는 실렛의 사람들을 방글라데시계 영국인을 런더니(벵골어: লন্ডনী; 영어: Londoni)라고 부르도록 이끈다.
방글라데시는 영국에서 가장 큰 해외 혈통 집단 중 하나이며, 방글라데시에서 가장 젊고 빠르게 성장하는 공동체 중 하나이다. 2011년 영국 인구 조사에 따르면 방글라데시 민족 거주자는 50만 명에 육박한다. 2005년 기준으로 방글라데시계 영국인은 전체 인구의 65%가 저소득층에 거주하고 있어 전체 상대적 빈곤율이 영국에서 가장 높았다.

## 인구 통계

방글라데시인들은 2011년 인구 피라미드에서 잉글랜드와 웨일스에 거주한다.

### 인구
영국의 방글라데시인들은 대부분 젊은 인구들로 런던의 내부 자치구에 집중되어 있다. 2011년 인구 조사에서 영국 거주민 451,529명은 방글라데시로 전체 인구의 0.7%를 차지한다. 약 절반이 런던에 살고 있으며, 런던 동부의 타워햄리츠구에 집중되어 있다. 영국은 또한 방글라데시의 세 번째로 큰 단일 수출국이며, 영국은 방글라데시와 서벵골주 이외에서 가장 많은 벵골인 인구를 가지고 있다.
2011년 기준으로 런던의 방글라데시 인구는 222,127명으로 영국 방글라데시 인구의 49.2%를 차지한다. 가장 높은 농도는 방글라데시인이 자치구의 32%(영국 방글라데시 인구의 18%)를 차지하고 있는 타워햄리츠구와 자치구의 9%를 차지하는 뉴엄구에서 발견되었다. 런던 동부를 제외한 서머스 타운은 방글라데시 인구의 15%가 거주한다. 런던을 제외한 대부분의 방글라데시 인구는 버밍엄에 있으며, 2011년 기준으로 32,532명의 방글라데시인이 거주하고 있으며, 올덤은 16,310명, 루턴은 13,606명이다.
2011년 인구 조사에 따르면 방글라데시인의 52%는 영국 태생이며, 48%는 영국 밖에서 태어났으며, 그 중 212,000명은 방글라데시에서 태어났다. 같은 해에는 남성 52%, 여성 48%로 여성보다 남성이 약간 더 많았다.
방글라데시 사람들은 영국의 가장 어린 민족 중 한 명이다. 2011년에는 38.3%가 0~17세, 56.9%가 18~59세, 4.9%만이 60세 이상이었다.

## 문화

### 기념행사

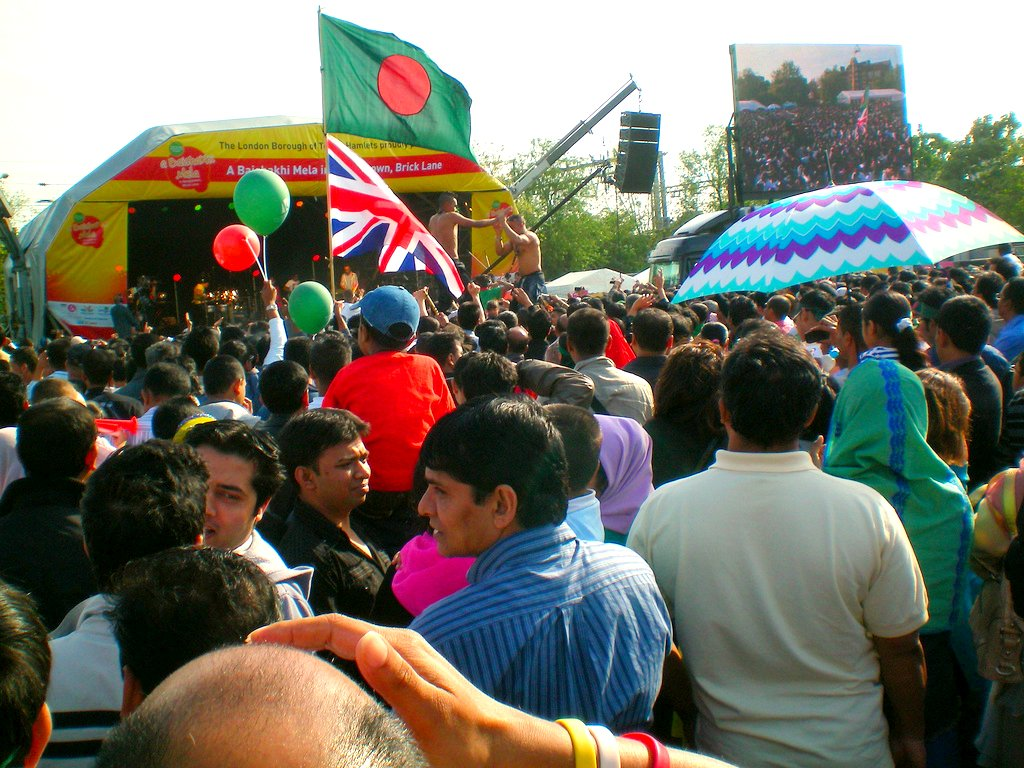
런던 베스날 그린의 보이샤키 멜라에 모인 군중들

중요한 벵골인 행사나 기념행사는 매년 그 공동체에 의해 기념된다. 보이샤키 멜라는 방글라데시 공동체에서 매년 기념하는 벵골 새해의 기념 행사이다. 1997년부터 매년 4월부터 5월까지 런던의 방글라데시 타운에서 열리는 이 축제는 유럽에서 가장 큰 아시아 야외 행사이자 방글라데시 밖에서 열리는 가장 큰 벵골 축제이다. 방글라데시와 서벵골주에서는 포헬라 보이샤크로 알려져 있다. 이 행사는 다양한 대륙에 생중계되며, 베스날 그린의 위버스 필드와 앨런 가든에서 다채로운 전통의상을 입은 사람들과 함께 무대에서 재미있는 박람회, 음악, 춤 공연을 특징으로 한다. 멜라는 또한 이 지역의 공동체 정체성을 강화하여 벵골 문화의 최고를 하나로 모으도록 설계되었다. 브릭레인은 커리와 벵골 향신료가 하루 종일 제공되는 주요 목적지이다. 2009년 현재, 멜라는 타워햄리츠구 카운슬에 의해 조직되었고 95,000명의 사람들을 끌어 모았으며, 맘타즈 베굼, 누쿨 쿠마르 비슈워시, 뭄지 스트레인저와 같은 인기 아티스트들이 참여했다.
언어 운동의 날은 1952년 벵골어를 위한 시위에서 희생된 사람들의 순교를 기념하는 날이다. 런던 자치구의 타워햄리츠구에서는 1999년 알타브 알리 공원에 샤히드 미나르가 세워졌다. 공원 입구에는 데이비드 피터슨이 만든 아치가 있는데, 알타브 알리와 다른 인종 차별적 공격 희생자들을 추모하기 위해 개발되었다. 아치는 복잡한 벵골식 패턴을 포함하고 있는데, 이는 런던 동부의 다른 문화들의 병합을 보여주기 위한 것이다. 비슷한 기념비가 올덤의 웨스트우드에도 지역 의회 재생을 통해 세워졌다. 이 행사는 2월 20일 자정, 벵골 공동체가 모여 기념비에 화환을 바치는 행사이다. 2009년 2월 현재, 약 2,500명의 가족, 의회 의원, 지역 주민들이 알타브 알리 공원에서 경의를 표했다.
누카 바이치는 전통적인 보트 경주 대회이다. 그것은 2007년 옥스퍼드셔주의 1000번째 생일을 기념하기 위해 영국에 처음 소개되었다. 그것은 엘리자베스 2세 여왕과 다른 사람들로부터 인정과 지지를 얻었다. 2015년부터 버밍엄에서 개최되어 웨스트미들랜즈에서 가장 큰 문화 행사이자 영국에서 가장 큰 보트 경주로서 수천 명의 사람들이 몰리고 있다.

### 요리

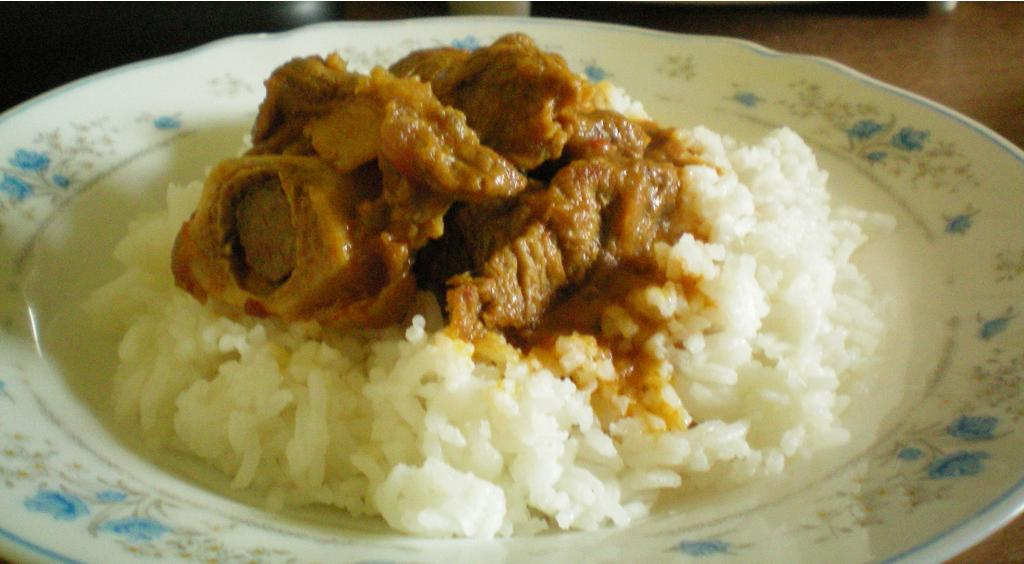
밥과 함께 먹는 고기 커리는 방글라데시 가정에서 흔한 요리이다.

방글라데시계 영국인들은 전통적인 방글라데시 음식, 특히 커리가 들어간 밥을 먹는다. 닭고기, 렌틸(달), 생선을 포함한 많은 전통 벵골 음식이 밥과 함께 제공된다. 또 다른 인기 있는 음식은 샤트코라인데, 이것은 주로 커리의 조미료로 사용되는 실렛의 감귤류와 톡 쏘는 과일이다. 방글라데시 요리가 영국에서 인기를 끌게 된 것은 방글라데시인이 운영하는 식당의 수가 크게 늘어났기 때문이다. 1946년에는 20개의 식당이 있었지만, 2015년에는 총 9,500개의 영국에 있는 인도 식당 중 8,200개가 방글라데시인이 소유하고 있다.

## 사회

### 정치적 정체성

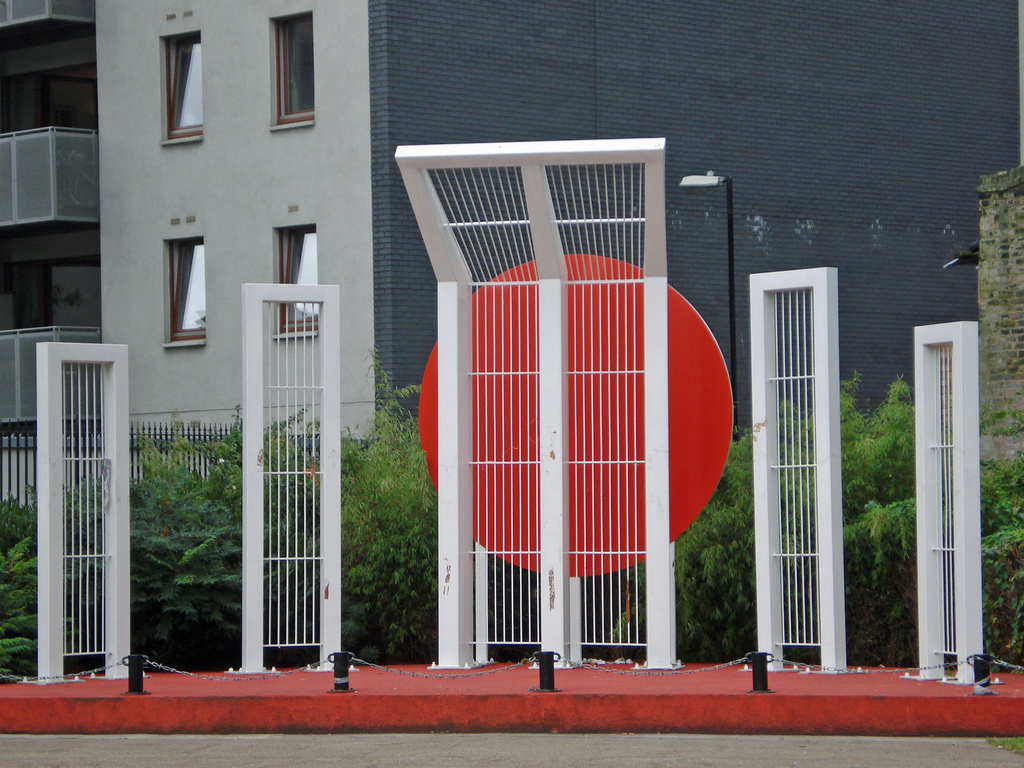
런던의 알타브 알리 공원에 있는 샤히드 미네르 복제품

방글라데시 정치에는 이슬람교와 세속주의라는 서로 다른 원칙을 선호하는 두 집단이 있다. 이 집단들 사이에는 항상 경쟁심이 존재했지만, 이슬람 파벌은 꾸준히 성장하고 있다. 종교와 세속 사이의 이러한 분열은 방글라데시 독립 전쟁 동안 문제였고, 방글라데시의 정치 역사는 이제 영국에서 다시 해석되고 있다. 세속적인 집단은 기념물을 통해, 또는 벵골 문화의 전래를 통해 민족주의를 보여주며, 이슬람 집단은 주로 다와를 통해 보여준다.
벵골 민족주의의 상징 중 하나는 벵골어 운동을 기념하는 샤히드 미나르이며, 현재 알타브 알리 공원에는 집회와 시위가 열리는 주요 장소이기도 하다. 이 기념물들은 방글라데시 다카의 작은 복제품이며 어머니와 순교한 아들들을 상징한다. 민족주의는 주로 멜라 축제 기간 동안 목격되는데, 스와디나타 신탁과 같은 단체들이 학교, 청소년 클럽, 커뮤니티 센터에서 젊은이들 사이에 벵골의 역사와 유산을 홍보하려고 할 때 나타난다.
2013년 맨체스터 대학교의 민족역학 센터(CoDE)의 조사에 따르면, 이 나라의 소수 민족들은 백인 영국인들보다 자신들을 배타적으로 "영국인"이라고 묘사할 가능성이 더 높았다. 방글라데시인의 72%는 배타적인 "영국인" 정체성을 보고했으며, 반대로 백인 영국인의 72%는 더 넓은 "영국인" 명칭보다는 자신을 "잉글랜드인"이라고 부르는 것을 선호했다. 2009년 서리 대학교의 연구에 따르면, 영국의 일부 방글라데시인들, 특히 젊은이들은 "잉글랜드인"으로부터 소외감을 느끼면서 그들의 "영국성"을 받아들인다고 한다. "잉글랜드인"은 "백인"과 관련이 있는 반면, "영국인"은 다양한 문화적, 인종적 배경을 포괄하는 보다 보편적인 종류의 정체성을 의미한다는 것이 근본적인 가정이었다.

## 같이 보기
- 인도계 영국인
- 파키스탄계 영국인